# Списък с продукциите на „Сони Пикчърс Анимейшън“
Това е списък с продукциите, които са продуцирани или разпространени от Sony Pictures Animation, анимационното подразпределение на Sony Pictures (част от Sony Entertainment), който съдържа анимационни и игрални филми, късометражни филми, телевизионни и интернет сериали, и специални филми.

## Пълнометражни филми
Всички изброени филми са продуцирани от Columbia Pictures и разпространени от Sony Pictures Releasing.

### Пуснати филми
| #  | Филм                                     | Премиера             | Режисьори                                        | Сценарий                                                              | Сюжет                                                            | Продуцент                                                        | Музика                       | Копродукция | Анимационни услуги                                            | Бележки                      |
| -- | ---------------------------------------- | -------------------- | ------------------------------------------------ | --------------------------------------------------------------------- | ---------------------------------------------------------------- | ---------------------------------------------------------------- | ---------------------------- | --- | ------------------------------------------------------------- | ---------------------------- |
| 1  | Ловен сезон                              | 29 септември 2006 г. | Роджър Алърс Джил КълтънСърежисьор: Антъни Стачи | Стив Бенчич Рон Джей Фрийдман Нат Маулдин                             | Джил Кълтън Антъни Стачи                                         | Мишел Мърдока                                                    | Пол Уестърбърг Рамин Джавади | н/д | Sony Pictures Imageworks                                      | н/д                          |
| 2  | Всички на сърф                           | 8 юни 2007 г.        | Аш Бранън Крис Бък                               | Аш Бранън Крис Бък Крис Дженкинс Дон Раймър                           | Крисчън Дарън Крис Дженкинс                                      | Крис Дженкинс                                                    | Майкъл Дана                  | н/д | Sony Pictures Imageworks                                      | н/д                          |
| 3  | Облачно с кюфтета                        | 18 септември 2009 г. | Фил Лорд и Кристофър Милър                       | Фил Лорд и Кристофър Милър                                            | Фил Лорд и Кристофър Милър                                       | Пам Марсден                                                      | Марк Мадърсбоу               | н/д | Sony Pictures Imageworks                                      | н/д                          |
| 4  | Смърфовете                               | 29 юли 2011 г.       | Раджа Госнел                                     | Дейвид Рон Джей Шерик Дж. Дейвид Стърн Дейвид Н. Уайс                 | Дж. Дейвид Стърн Дейвид Н. Уайс                                  | Джордан Кърнър                                                   | Хейтър Перейра               | The Kerner Entertainment Company | Sony Pictures Imageworks                                      | [ a ]                        |
| 5  | Тайните служби на Дядо Коледа            | 23 ноември 2011 г.   | Сара СмитСърежисьор: Бари Кук                    | Питър Бейнам Сара Смит                                                | Питър Бейнам Сара Смит                                           | Питър Лорд Стив Пеграм Карла Шели Дейвид Спрокстън               | Хари Грегсън-Уилямс          | Aardman Animations | Aardman Animations Sony Pictures Imageworks                   | [ b ]                        |
| 6  | Пиратите! Банда неудачници               | 27 април 2012 г.     | Питър ЛордСърежисьор: Джеф Нюит                  | Гидеон Дефо                                                           | Гидеон Дефо                                                      | Джули Локхарт Питър Лорд Дейвид Спрокстън                        | Тиодор Шапиро                | Aardman Animations | Aardman Animations Double Negative                            | [ b ]                        |
| 7  | Хотел Трансилвания                       | 28 септември 2012 г. | Генди Тартаковски                                | Питър Бейнам Робърт Смигъл                                            | Тод Дурам Дан и Кевин Хейджман                                   | Мишел Мърдока                                                    | Марк Мадърсбоу               | н/д | Sony Pictures Imageworks                                      | н/д                          |
| 8  | Смърфовете 2                             | 31 юли 2013 г.       | Раджа Госнел                                     | Кери Къркпатрик Дейвид Рон Джей Шерик Дж. Дейвид Стърн Дейвид Н. Уайс | Дейвид Рон Джей Шерик Дж. Дейвид Стърн Дейвид Н. Уайс            | Джордан Кърнър                                                   | Хейтър Перейра               | The Kerner Entertainment Company | Sony Pictures Imageworks                                      | [ a ]                        |
| 9  | Облачно с кюфтета 2                      | 27 септември 2013 г. | Коди Камерън Крис Пърн                           | Джон Франсис Дейли Джонатан Голдщайн Ерика Ривиноджа                  | Фил Лорд Кристофър Милър Ерика Ривиноджа                         | Кърк Бодифелт Пам Марсдън                                        | Марк Мадърсбоу               | н/д | Sony Pictures Imageworks                                      | н/д                          |
| 10 | Хотел Трансилвания 2                     | 25 септември 2015 г. | Генди Тартаковски                                | Адам Сандлър Робърт Смийгъл                                           | Адам Сандлър Робърт Смийгъл                                      | Мишел Мърдока                                                    | Марк Мадърсбоу               | LStar Capital MRC | Sony Pictures Imageworks                                      | н/д                          |
| 11 | Goosebumps: Страховити истории           | 16 октомври 2015 г.  | Роб Летерман                                     | Дарън Лемке                                                           | Скот Александър Лари Карасцевски                                 | Дебора Форте Нийл Мориц                                          | Дани Елфман                  | LStar Capital Village Roadshow Pictures Original Film Scholastic Entertainment                                                       | Moving Picture Company                                        | [ b ] [ a ]                  |
| 12 | Смърфовете: Забравеното селце            | 7 април 2017 г.      | Кели Ашбъри                                      | Стейси Харман Памела Рибън                                            | Стейси Харман Памела Рибън                                       | Мери Елън Баудер Андрюс Джордан Кърнър                           | Кристофър Ленърц             | LStar Capital The Kerner Entertainment Company                                                                                       | Sony Pictures Imageworks                                      | н/д                          |
| 13 | Емоджи: Филмът                           | 28 юли 2017 г.       | Тони Леондис                                     | Тони Леондис Ерик Сийгъл Майк Уайт                                    | Тони Леондис Ерик Сийгъл                                         | Мишел Раймо                                                      | Патрик Дойл                  | н/д | Sony Pictures Imageworks                                      | н/д                          |
| 14 | Звездата                                 | 17 ноември 2017 г.   | Тимъти Рекхарт                                   | Карос Коткин                                                          | Карос Коткин Саймън Мур                                          | Джени Маджи Кук                                                  | Джон Паесано                 | The Jim Henson Company Franklin Entertainment Walden Media Affirm Films                                                              | Cinesite Animation                                            | н/д                          |
| 15 | Зайчето Питър                            | 9 февруари 2018 г.   | Уил Глък                                         | Уил Глък Роб Лийбър                                                   | Уил Глък Роб Лийбър                                              | Уил Глък Зарех Налбандиан                                        | Доминик Люис                 | Olive Bridge Entertainment 2.0 Entertainment Screen Australia                                                                        | Animal Logic                                                  | [ b ] [ a ]                  |
| 16 | Хотел Трансилвания 3: Чудовищна ваканция | 13 юли 2018 г.       | Генди Тартаковски                                | Майкъл Маккълърс Генди Тартаковски                                    | Майкъл Маккълърс Генди Тартаковски                               | Мишел Мърдока                                                    | Марк Мадърсбоу               | MRC | Sony Pictures Imageworks                                      | н/д                          |
| 17 | Goosebumps 2: Призрачен Хелоуин          | 12 октомври 2018 г.  | Ари Сандел                                       | Роб Либър                                                             | Дарън Лемке Роб Либър                                            | Дебора Форт Нийл Мориц                                           | Доминик Люис                 | Original Film Scholastic Entertainment Silvertongue Films                                                                            | Double Negative                                               | [ b ] [ a ]                  |
| 18 | Спайдър-Мен: В Спайди-вселената          | 14 декември 2018 г.  | Боб Пърсичети Питър Рамзи Родни Ротман           | Фил Лорд Родни Ротман                                                 | Фил Лорд                                                         | Ави Арад Ейми Паскал Фил Лорд Кристофър Милър Кристина Стайнбърг | Даниъл Пембъртън             | Marvel Entertainment Arad Productions Lord Miller Productions Pascal Pictures                                                        | Sony Pictures Imageworks                                      | н/д                          |
| 19 | Angry Birds: Филмът 2                    | 14 август 2019 г.    | Тьюроп ван ОрманСърежисьор: Джон Райс            | Питър Акерман Еял Подел Джонатан Е. Стюарт                            | Питър Акерман Еял Подел Джонатан Е. Стюарт                       | Джон Коен                                                        | Хейтър Перейра               | Rovio Animation | Sony Pictures Imageworks                                      | н/д                          |
| 20 | Моето семейство срещу машините           | 23 април 2021 г.     | Майк РиандаСърежисьор: Джеф Роу                  | Майк Рианда Джеф Роу                                                  | Майк Рианда Джеф Роу                                             | Фил Лорд Кристофър Милър Кърт Албрехт                            | Марк Мадърсбау               | Lord Miller Productions One Cool Films                                                                                               | Sony Pictures Imageworks                                      | Пуснат от Netflix            |
| 21 | Дракон на желанията                      | 11 юни 2021 г.       | Крис Апълханс                                    | Крис Апълханс                                                         | Крис Апълханс                                                    | Арън Уорнър Крис Брембъл Джаки Чан                               | Филип Клейн                  | Beijing Sparkle Roll Media Corporation Tencent Pictures Flagship Entertainment Group Boss Collaboration Cultural Investment Holdings | Base FX Industrial Light & Magic Titmouse Inc. Original Force | Пуснат от Netflix            |
| 22 | Виво                                     | 6 август 2021 г.     | Кирк ДеМикоСърежисьор: Брандън Джефърдс          | Кирк ДеМико Куария Алгерия Худес                                      | Питър Барсокини Куария Алгерия Худес                             | Рич Мур Лиса Стюарт Мишел Уонг                                   | Алекс Лакамоире              | One Cool Films Laurence Mark Productions                                                                                             | Sony Pictures Imageworks                                      | Пуснат от Netflix            |
| 23 | Хотел Трансилвания 4: Трансформания      | 14 януари 2022 г.    | Дерек Драймън Дженифър Клъска                    | Еймъс Върнън Нънцио Рандацо Генди Тартаковски                         | Генди Тартаковски                                                | Алис Дюи Голдстоун                                               | Марк Мадърсбау               | MRC | Sony Pictures Imageworks                                      | Пуснат от Amazon Prime Video |
| 24 | Спайдър-Мен: През Спайди-вселената       | 2 юни 2023 г.        | Фил Лорд Кристофър Милър Дейвид Калахам          | Фил Лорд Кристофър Милър Дейвид Калахам                               | Ави Арад Ейми Паскал Фил Лорд Кристофър Милър Кристина Стейнбърг | Хоаким Дос Сантос Кемп Пауърс Джъстин К. Томпсън                 | Даниел Пембъртън             | Marvel Entertainment Arad Productions Lord Miller Productions Pascal Pictures                                                        | Sony Pictures Imageworks                                      | н/д                          |

### Предстоящи филми
| Заглавие                            | Премиера        | Режисьори                                        | Сценаристи                              | Продуценти                                                       | Музика           | Копродукция                                                                   | Анимационни услуги       |
| ----------------------------------- | --------------- | ------------------------------------------------ | --------------------------------------- | ---------------------------------------------------------------- | ---------------- | ----------------------------------------------------------------------------- | ------------------------ |
| Спайдър-Мен: Отвъд Спайди-вселената | 29 март 2024 г. | Хоаким Дос Сантос Кемп Пауърс Джъстин К. Томпсън | Фил Лорд Кристофър Милър Дейвид Калахам | Ави Арад Ейми Паскал Фил Лорд Кристофър Милър Кристина Стейнбърг | Даниел Пембъртън | Marvel Entertainment Arad Productions Lord Miller Productions Pascal Pictures | Sony Pictures Imageworks |

### Издадени директно на видео
| # | Заглавие                    | Премиера          | Разпространител/Копродукция                  | Анимационна услуга       |
| - | --------------------------- | ----------------- | -------------------------------------------- | ------------------------ |
| 1 | Ловен сезон 2               | 27 януари 2009 г. | Sony Pictures Home Entertainment             | Reel FX Creative Studios |
| 2 | Ловен сезон 3               | 25 януари 2011 г. | Sony Pictures Home Entertainment             | Reel FX Creative Studios |
| 3 | Ловен сезон: Страшен глупак | 8 март 2016 г.    | Sony Pictures Home Entertainment             | Rainmaker Entertainment  |
| 4 | Всички на сърф 2            | 17 януари 2017 г. | Sony Pictures Home Entertainment WWE Studios | Rainmaker Entertainment  |